# Dolenci, Šalovci
Dolenci (madžarsko Dolány) so naselje v Občini Šalovci. Dolenci so razloženo naselje, kmečke domačije so v večjih skupinah razporejene v dolini Dolenjskega potoka, na okoliških zaobljenih slemenih in po pobočjih so bolj razložene. Naselje je nastalo z združitvijo vasi Mali in Veliki Dolenci.

## Zgodovina
Prva omemba kraja Dolenci sega v leto 1331, ki se nanaša na duhovnika v cerkvi sv. Nikolaja nad Hodošem ("Sancto Nicolao de Hudusfeu"). Pozneje pa so se Dolenci imenovali še Dalinch (1368) in Dolyncz (1430). Tega leta je na tem območju omenjena samo ena vas kot "Dalinch", kar dokazuje, da se je ločitev obeh vasi začela pozneje. Takrat je rodbina Széchy iz Gornje Lendave prejela posestvo Miklós Dalinczi (Dolinczi). Cerkev še danes stoji sredi nasada divjih kostanjev na najvišjem delu vasi. Kasneje je vas ostala v lasti Széchyjevih, ki so ga priključili svojemu posestvu v Gornji Lendavi. Po izumrtju sina družine Széchy leta 1685 je nov lastnik Gornje Lendave (Felsőlendve) postal mož Katarine Széchy Franc Nádasdy. Nato je skupaj z graščino do druge polovice 19. stoletja pripadal družini Nádasdyjev. Leta 1798 madžarska kraljeva univerza vas označuje kot slovensko (Tót faluk). 
Po navedbah Monografije Železne županije je okoli leta 1900 v Malih Dolencih bilo 23 hiš s 127 prebivalci katoliki. V vasi Veliki Dolenci pa 81 hiš s 421 prebivalci, ki so bili katoliki. Cerkev sv. Nikolaja, pa naj bi bila ponovno zgrajena leta 1757. Lastniki vasi so še vedno bili iz družine Nádasdy-jev. Naselje je v drugi polovici 19. stoletja dobilo ime Dolány. Leta 1910 so imeli Mali Dolenci 133 prebivalcev, Veliki Dolenci pa 420, pretežno Slovencev. V 19. stoletju je vas spadala v okrožja Tótsági, nato pa je do Trianonske pogodbe pripadala okrožju Monošter v Železni županiji. Leta 1919 je bil kraj za kratek čas del Prekmurske republike. Nato je bila priključena Kraljevini Srbov-Hrvatov-Slovencev, ki se je leta 1929 preimenovala v Jugoslavijo. Leta 1941 je bil kraj ponovno priključen Madžarski in nato po letu 1945 postal del Jugoslavije. Od razglasitve samostojnosti leta 1991 je del Slovenije.

## Zanimivosti
- Leta 1929 je v vasi potekalo Borovo gostüvanje. Etnografsko zanimiva je domačija št. 12, ki je bila obnovljena in je lep primer bogatejše panonske domačije s konca 19.stoletja.

- Cerkev sv. Nikolaja - Predhodnica cerkve svetega Nikolaja v Dolencih naj bi stala že leta 1331. Današnjo cerkev je leta 1543 zgradil grof Nikolaj Malakóczi. Po ustnem izročilu je grof tako izpolnil zaobljubo, ki jo je dal med lovom, v katerem ga je napadla skupina divjih prašičev, a je splezal na drevo in na srečo pobegnil. Po turškem uničenju leta 1683 je bila leta 1699 obnovljena, dokončno podobo pa je dobila v letih 1757 in 1776, ko so jo preuredili v baročni slog.

## Znameniti krajani
- Franc Šbül
- Jožef Klekl (duhovnik)
- Feri Lainšček
- Miško Madjarič
- Jožef Konkolič